# ناحية مركز منبج
ناحية مركز منبج إحدى نواحي سوريا تتبع إداريّاً لمحافظة حلب منطقة منبج ومركزها مدينة منبج، بلغ تعداد سكان الناحية 204,766 نسمة حسب التعداد السكاني لعام 2004.

## بلدات وقرى ناحية مركز منبج
أبو جرين، عنزاوية، أرنبية، عسلية، عرب حسن كبير، حية كبيرة، جب الكلب كبير، جرن كبير، كابر كبير، خاروفية كبيرة، مدنة كبيرة، مقطع حجر كبير، محترق كبير، عوسجلي كبير، طحنة كبيرة، بئر خللو، قرعة كبيرة، بوير، بطوشية، دادات، دندنية، عين النخيل، الفارات، الحجر الأبيض، الحمدونية، الحمران، الحمران، جاموسية، جناة صالح الطيب، جب أبيض، جب العروس، جب القادر، جب الثورة، جوتة، الكبيرة، كرسان، خربة الحصان، خربة الشياب، خربة ماصي، خربة نفخ، خرفان، خشفة أم عدسة، حمام صغير، حية صغيرة، جرن صغير، كابر صغير، خاروفية صغيرة، مدنة صغير، محترق صغير، عوسجلي صغير، مجرى تحتاني، المحسنة، منلا أسعد، المنكوبة، مشرفة البوير، منبج، مغيرات، مجرى وسطاني، وريدة المركز، ميلويران، معيصرة، قلعة نجم، عمرية، أوشرية، قبب بنية، قبر إيمو، قناة الغرة، رفيعة، رسم الأخضر، رسم المشرفة، راطونية، سعن الغزال، صافي، سعيدية، صيادة، صغيرة، شنهصة، شيخ يحيى، شويحة خزناوي، سلطانية، تل أخضر، تل رفيع، تل ياسطي، طوال، أم عدسة قرب، أم عدسة الفارات، أم عظام، أم السطح، أم جلال، أم جلود، أم ميال جفتلك، مجرى فوقاني، زونقل، الدويحة، أم الصفا، أم عدس فرس، حطابات، خريجة، مشرفة زكريا، نواجة شمالي كبير.